# Диелови
Диелови (серб. Дијелови / Dijelovi) — село в общине Биелина Республики Сербской Боснии и Герцеговины. Население составляет 705 человек по переписи 2013 года.
Село образовано в 2012 году по распоряжению властей Республики Сербской «Об образовании населённого пункта Диелови в составе Града Биелины» (Официальный вестник Республики Сербской, № 91/2012). Ранее территория входила в состав местечек Ново-Село и Дворови.